# Eublemma geyri
Eublemma geyri là một loài bướm đêm trong họ Erebidae.